# Ennetbaden
Ennetbaden (schweizertyska: Ännetbade) är en ort och kommun i distriktet Baden i kantonen Aargau, Schweiz. Kommunen har 3 672 invånare (2023).